# Aspilota acricornis
Aspilota acricornis är en stekelart som beskrevs av Fischer 1973. Aspilota acricornis ingår i släktet Aspilota och familjen bracksteklar. Inga underarter finns listade.